# Union progressiste (Troisième République)
Ne doit pas être confondu avec le parti de l'Union progressiste fondé en 1950.
Pour les articles homonymes, voir Union progressiste.
Union progressiste (ou groupe Isambert) est le nom donné, entre 1894 et 1902, à un groupe parlementaire à la Chambre des députés de la Troisième République française.
Jouant un rôle d'intermédiaire entre l'aile gauche des républicains modérés et les radicaux, il préfigure la recomposition politique opérée par l'affaire Dreyfus après 1898.

## Histoire

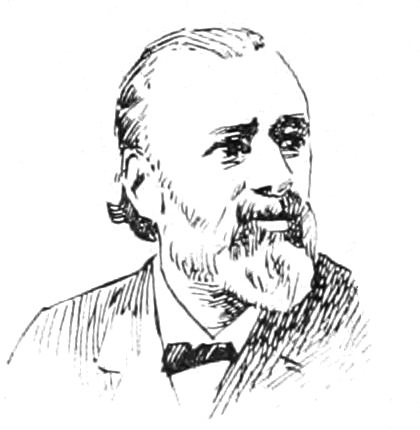
Gustave Isambert, fondateur et président de l'Union progressiste.

Le groupe est créé le 1er juin 1894, en réaction à la politique d'apaisement à l'égard des catholiques ralliés à la République, politique dite de « l'Esprit nouveau » menée par la majorité « opportuniste » des républicains de gouvernement.
Fidèles à l'anticléricalisme initial des gambettistes de l'Union républicaine (dont ils revendiquent explicitement l'héritage) et soucieux de rétablir une politique de concentration républicaine intégrant les radicaux mais excluant aussi bien les ralliés que les socialistes collectivistes, les députés de l'aile gauche des opportunistes ainsi que certains radicaux se réunissent alors autour du gambettiste Gustave Isambert, d'où l’appellation de « groupe Isambert » souvent donnée à l'Union progressiste (nom proposé par Georges Trouillot).
Au début de l'année 1896, le groupe compte non seulement 45 membres « exclusifs » mais également 90 membres inscrits à d'autres groupes parlementaires (dont la Gauche radicale), ce qui ne facilite pas sa cohérence politique et explique de nombreuses défections (surtout au profit du groupe majoritaire des républicains de gouvernement, qui se disent également « progressistes »). Une majorité de la vingtaine d'adhérents actifs du groupe Isambert décide alors de se constituer en un groupe fermé dont les délibérations sont réservées aux membres exclusifs de l'Union progressiste.
Forte de 95 membres après les élections législatives de 1898, l'Union progressiste s'oppose désormais nettement aux progressistes de centre-droit partisans de Jules Méline. Lors de l'Affaire Dreyfus, elle est rejointe dans son positionnement par une partie des progressistes menée par Waldeck-Rousseau et incluant notamment Rouvier, Poincaré et Barthou. L'Union progressiste soutient donc la politique du gouvernement de Défense républicaine, dreyfusienne et nettement orientée à gauche. En 1901, elle envoie même une délégation au premier congrès du Parti républicain, radical et radical-socialiste.
Renommé Union démocratique après la mort d'Isambert et les législatives de 1902, le groupe, qui revendique alors plus de 70 membres, est l'une des principales expressions parlementaires du parti de centre-gauche de l'Alliance républicaine démocratique.

## Membres notables

### Membres du bureau du groupe
- Gaston Bozérian (secrétaire en 1894[10]) ;
- Émile Cère (secrétaire en 1898[11]) ;
- Georges Chaudey  (secrétaire en 1894[12]) ;
- Jean Codet (secrétaire en 1894[12], vice-président en 1898[11]) ;
- Jean-Baptiste Darlan (vice-président en 1894[12]) ;
- Léopold Goirand (président en 1896[13]) ;
- Gaston Guillemet (vice-président en 1898[11]) ;
- Gustave Isambert (président en 1894[12] et 1898[11]) ;
- Gustave Lhopiteau (secrétaire en 1898[11]) ;
- Ambroise Philippe (secrétaire en 1898[11]) ;
- Édouard Philipon (questeur en 1894[12], vice-président en 1896[13]) ;
- Jules Roche (secrétaire en 1898[11]) ;
- Marcel Saint-Germain (vice-président en 1896[13]) ;
- Gaston Thomson (vice-président en 1894[12]).

### Autres membres
- Ange-Gaétan Astima[14] ;
- Antoine Babaud-Lacroze[15] ;
- Alfred Bazillon[14] ;
- Léon Berthet[14] ;
- Henri Blanc[15] ;
- François Boissy d'Anglas[15] ;
- Raoul Bompard[16] ;
- François Brune[14] ;
- Félix Canet[14] ;
- Émile Chautemps[17] ;
- Émile Chenel[14] ;
- Fernand David[16] ;
- Théophile Delcassé[18] ;
- Édouard Delpeuch[19] ;
- Gabriel Denis[14] ;
- Gustave Dron[20] ;
- Étienne Dujardin-Beaumetz[15] ;
- Eugène Étienne[9] ;
- Frédéric Euzière[16] ;
- Gaston Gerville-Réache[15] ;
- Louis Henrique-Duluc[20] ;
- Hippolyte Herbet[21] ;
- Pierre Heuzey[14] ;
- Charles Jouart[14] ;
- Ferdinand de La Batut[22] ;
- Théophile Maymac[14] ;
- Émile Maruéjouls[18] ;
- Alfred Muteau[9] ;
- Jean Odilon-Barrot[9] ;
- Léon Pommeray[14] ;
- Paul Joseph Roux[14] ;
- Abel Surchamp[16] ;
- Georges Trouillot[3] ;
- Adolphe Turrel[15] ;
- Ernest Vallé[22].